# Хеймия

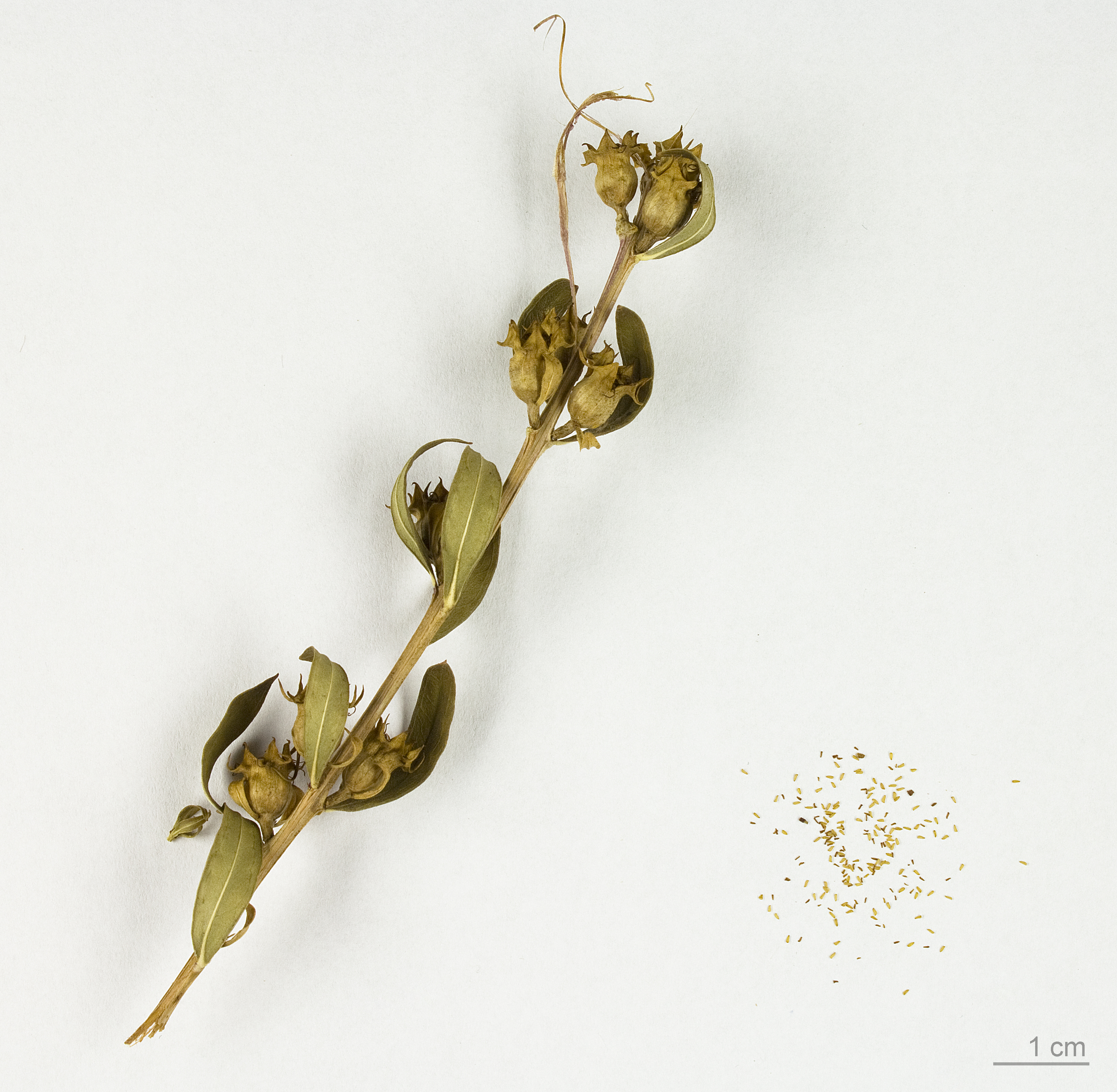
Heimia salicifolia - Тулузский музеум

Хеймия (лат. Heimia) — род растений семейства Дербенниковые.
Представители рода произрастают в Америке, на всей протяжённости от Северной Аргентины до Южного Техаса.

## Виды
По информации базы данных The Plant List, род включает 4 вида:
- Heimia longipes (A. Gray) Cory
- Heimia montana (Griseb.) Lillo
- Heimia myrtifolia hort. ex Cham. & Schltdl. 1827 — Хеймия миртолистная
  - [syn. Nesaea myrtifolia Desf. ex A.St.-Hil.]

Куст высотой до 1 м с жёлтыми цветками диаметром 1 см, имеющими по 5 чашелистиков. Листья 5 мм шириной и 2-3 см длиной.
- Heimia salicifolia Link 1822 — Хеймия иволистная

Куст высотой до 3 м с жёлтыми, очень красивыми цветками диаметром 2-3 см, которые привлекают пчел и других насекомых, имеющими по 5 чашелистиков. Листья 1 см шириной и 2-5 см длиной. Heimia salicifolia имеет очень длинные корни, которые даже в сильную засуху без проблем обеспечивают растение влагой. В то время когда все окружающие растения погибают от сильного палящего солнца и отсутствия дождей, Хеймия продолжает цвести и отлично себя чувствовать. Если Хеймия выращивается как декоративное растение в закрытом грунте в горшках, то корням неоткуда взять необходимую влагу в случае пересыхания земляного кома. Поэтому нужно строго следить за влажностью почвы в горшках, так как даже очень кратковременное пересыхание земляного кома приводит к значительному опадению листьев и сильному общему стрессу растения. Несмотря на то, что у себя на родине Хеймия растение многолетнее, все чаще выращивается садоводами любителями рассадным способом как однолетник. Любит прямое солнце с рассвета и до заката, и при благоприятных условиях успевает отцвести и дать жизнеспособные семена. В хороших условиях цветение может наступать уже после 6 месяцев после посева и даже раньше. Семена вызревают в течение месяца.

## Выделенные алкалоиды
Из Хеймии иволистной выделены следующие алкалоиды:
- 9-бета-гидроксивертин
- литрин
- дегидродекадин
- литридин
- вертин ((10α)-4,5-dimethoxy-2-hydroxylythran-12-one) — обладает антихолинергическим и антиспазмическим действием, вызывая мягкие слуховые и зрительные галлюцинации, опьянение, онемение, эйфорию.
- хеймидин
- лифолин
- эпилифолин

Имеются сообщения о способности компонентов, содержащихся в растении, оказывать воздействие на психику, однако это утверждение, впервые опубликованное в 1896 году (J.B.Calderon), в настоящее время до конца не исследовано и не подтверждено.
Активные элементы хеймии иволистной
Криогенин (cryogenine) — (10"alpha")-4,5-dimethoxy-2-hydroxylythran-12-one — основной психоактивный алкалоид, извлечённый в сравнительно больших количествах, чем остальные алкалоиды. Синтетический аналог криогенина JB-1-0 сравнивается с индометацином и фенилбутазоном — он проявляет аналогичную активность и объясняет использование хеймии коренными американцами. Клинические испытания показали его антихолинергическое, противовоспалительное, спазмолитическое, гипергликемическое, гипотензивное, успокаивающее, транквилизирующее, и сосудорасширяющее действие.
Синикуичин (sinicuichine) — проявляет себя как транквилизатор.
Лифолин (lyfoline) — второй по содержанию алкалоид. Лизрин (lythrine) — третий по содержанию алкалоид, оказывающий диуретическое действие (стимулирующий работу почек и соответственно мочеиспускание). Хеймидин (heimidine) — незначительный по доли алкалоид, проявляющий противовоспалительную деятельность. Лисридин (lythridine) — незначительное содержание.
В медицине:
Два алкалоида хеймии иволистной: криогенин (вертин) и незодин (nesodine) в 2.48 и 2.24 раза эффективнее чем аспирин. Лифолин и лизрин обладают тем же свойством, но в меньшей степени.
Также, вертин действует, как антиспазмолитик — расширяет бронхи и расслабляет гладкие ткани подобно эуфилину. Лизрин и децин показали себя настоящими гидродиуретиками, они полезными в лечении болезни Аддисона и основных неврозов.

## Таксономическая схема
|  |                                                                              |                         |                         |                         |                                                         |                         |                         |                      |                                                                       |                      |                      |  | |  |  |  |
|  | отдел Цветковые, или Покрытосеменные (классификация согласно Системе APG II) |                         |                         |                         |                                                         |                         |                         |                      |                                                                       |                      |                      |  | |  |  |  |
|  |                                                                              |                         |                         |                         |                                                         |                         |                         |                      |                                                                       |                      |                      |  | |  |  |  |
|  | порядок Миртоцветные                                                         | порядок Миртоцветные    | порядок Миртоцветные    | порядок Миртоцветные    | порядок Миртоцветные                                    | порядок Миртоцветные    | порядок Миртоцветные    | порядок Миртоцветные | порядок Миртоцветные                                                  | порядок Миртоцветные | порядок Миртоцветные |  | ещё 44 порядка цветковых растений, из которых к миртоцветным наиболее близки порядки Гераниецветные и Кроссосомоцветные |  |  |  |
|  |                                                                              |                         |                         |                         |                                                         |                         |                         |                      |                                                                       |                      |                      |  | ещё 44 порядка цветковых растений, из которых к миртоцветным наиболее близки порядки Гераниецветные и Кроссосомоцветные |  |  |  |
|  | семейство Дербенниковые                                                      | семейство Дербенниковые | семейство Дербенниковые | семейство Дербенниковые | семейство Дербенниковые                                 | семейство Дербенниковые | семейство Дербенниковые |                      | ещё тринадцать семейств, в том числе Кипрейные, Комбретовые, Миртовые |                      |                      |  | ещё 44 порядка цветковых растений, из которых к миртоцветным наиболее близки порядки Гераниецветные и Кроссосомоцветные |  |  |  |
|  |                                                                              |                         |                         |                         |                                                         |                         |                         |                      | ещё тринадцать семейств, в том числе Кипрейные, Комбретовые, Миртовые |                      |                      |  | ещё 44 порядка цветковых растений, из которых к миртоцветным наиболее близки порядки Гераниецветные и Кроссосомоцветные |  |  |  |
|  | род Хеймия                                                                   | род Хеймия              | род Хеймия              |                         | ещё 31 род, в том числе Гранат, Дербенник, Лагерстрёмия |                         |                         |                      | ещё тринадцать семейств, в том числе Кипрейные, Комбретовые, Миртовые |                      |                      |  | ещё 44 порядка цветковых растений, из которых к миртоцветным наиболее близки порядки Гераниецветные и Кроссосомоцветные |  |  |  |
|  |                                                                              |                         |                         |                         | ещё 31 род, в том числе Гранат, Дербенник, Лагерстрёмия |                         |                         |                      | ещё тринадцать семейств, в том числе Кипрейные, Комбретовые, Миртовые |                      |                      |  | ещё 44 порядка цветковых растений, из которых к миртоцветным наиболее близки порядки Гераниецветные и Кроссосомоцветные |  |  |  |
|  | Четыре вида                                                                  |                         |                         |                         | ещё 31 род, в том числе Гранат, Дербенник, Лагерстрёмия |                         |                         |                      | ещё тринадцать семейств, в том числе Кипрейные, Комбретовые, Миртовые |                      |                      |  | ещё 44 порядка цветковых растений, из которых к миртоцветным наиболее близки порядки Гераниецветные и Кроссосомоцветные |  |  |  |
|  |                                                                              |                         |                         |                         | ещё 31 род, в том числе Гранат, Дербенник, Лагерстрёмия |                         |                         |                      | ещё тринадцать семейств, в том числе Кипрейные, Комбретовые, Миртовые |                      |                      |  | ещё 44 порядка цветковых растений, из которых к миртоцветным наиболее близки порядки Гераниецветные и Кроссосомоцветные |  |  |  |
|  |                                                                              |                         |                         |                         |                                                         |                         |                         |                      | ещё тринадцать семейств, в том числе Кипрейные, Комбретовые, Миртовые |                      |                      |  | ещё 44 порядка цветковых растений, из которых к миртоцветным наиболее близки порядки Гераниецветные и Кроссосомоцветные |  |  |  |
|  |                                                                              |                         |                         |                         |                                                         |                         |                         |                      |                                                                       |                      |                      |  | ещё 44 порядка цветковых растений, из которых к миртоцветным наиболее близки порядки Гераниецветные и Кроссосомоцветные |  |  |  |
|  |                                                                              |                         |                         |                         |                                                         |                         |                         |                      |                                                                       |                      |                      |  | |  |  |  |
|  |                                                                              |                         |                         |                         |                                                         |                         |                         |                      |                                                                       |                      |                      |  | |  |  |  |